# Hoplosphyrum rufum
Hoplosphyrum rufum är en insektsart som först beskrevs av Lucien Chopard 1932.  Hoplosphyrum rufum ingår i släktet Hoplosphyrum och familjen Mogoplistidae. Inga underarter finns listade i Catalogue of Life.